# 오종혁
오종혁(吳鐘赫, 1983년 2월 16일 ~ )은 대한민국의 가수, 배우이자 클릭비의 멤버이다. 1999년 데뷔했으며 솔로로는 OJ라는 예명으로 활동한다.
2008년 《온에어》로 뮤지컬에 데뷔한 그는 연기자로서 새로운 변신을 시도하게 됐다. 이후 《쓰릴 미》, 《오디션》으로 차근차근 무대 경험을 쌓았다. 연기를 정식으로 배우지 않았지만 그는 상당한 노력파로 캐릭터 습득력이 빠르다. 군 제대 후 복귀작 《그날들》을 통해 연기 활동을 계속해 나가고 있으며 2014년 연극 《프라이드》에 올라 무대에 대한 남다른 애정을 드러냈다.

## 학력
- 서울수색초등학교 (졸업)
- 영락중학교 (졸업)
- 숭실고등학교 → 단국대학교 사범대학 부속고등학교 (졸업)
- 경기대학교 전자디지털음악학과 (중퇴)
- 경희사이버대학교 글로벌경영학과 (중퇴)

## 생애

### 학창 시절
1983년 2월 16일 서울특별시 은평구 수색동에서 대한민국 국군 장교였던 아버지의 2남 중 막내로 태어났다. 그가 태어난 후 그의 아버지는 전역하여 예비역 신분으로 군사 교육기관 교수로 재직하다가 2008년 퇴직하였다. 그는 어린 시절 군 관사에 학교를 다녔으며, 숭실고등학교 재학 중 클릭비 멤버로 데뷔하면서 학교측의 학업 및 연예 활동 병행 불허 방침에 따라 단국대학교 사범대학 부속고등학교로 전학, 그 곳에서 졸업하였다.

### 군 복무
2011년 4월 18일 대한민국 해병대 병 1140기로 입대하여 해병대 제1사단 수색대대에서 사병으로 복무하였으며 2013년 2월 22일 전역하였다.
어려서부터 아버지의 영향으로 해병대를 동경해온 그는 해병대 수색대 입대를 희망하였으나 가수 활동에 따른 고등학교 출석 일수 부족으로 수색대에 불합격하자, 일단 군악대로 입대하면 수색대로 전출시켜 주겠다는 모병관의 약속에 따라 해병대 군악대로 입대하였다. 입대 후 군악대로 복무 중 당시 해병대 사령관과 면담 요청을 통해 수색교육을 통과하면 수색대로 전출시켜 주겠다는 해병대 사령관의 확답을 받고 수색교육을 수료하였으나 이후 사령관이 바뀌면서 약속이 무산될 상황이었다. 그러자 그는 사령관에게 직접 탄원서를 제출하였고 결국 수리되어 해병대 제1사단 수색대대로 전출이 이루어졌다. 본래 그의 법정 전역일은 2013년 1월 17일이었지만 모든 수색대 훈련을 마친 후 전역하기 위하여 2012년 12월에 전역 연기 신청서를 제출하였고, 그 신청이 받아들여져 2013년 2월 22일에 전역이 확정되었다.

### 복귀
2013년 2월 22일 해병대 수색대 복무를 마친 오종혁은 뮤지컬 《그날들》로 연예활동에 복귀하였으며, SBS의 《정글의 법칙》에 출연하였다.

### 평가
국방부 홍보지원대 대원들의 과도한 휴가와 불성실한 복무 태도가 논란이 된 시점에 성실한 복무 태도와 모든 훈련을 마치기 위해 전역을 연기한 사실이 알려지면서, 오종혁은 대한민국의 누리꾼들로부터 찬사를 받았으며 '개념돌'이라는 별명을 얻기도 하였다.

## 일화
2001년 1월 5일 서울특별시 영등포구 여의도동 국회의사당 인근에서 당시 클릭비의 팬이었던 중학교 3학년 여학생이 다른 팬들과 함께 클릭비 멤버들이 탑승한 차량을 따라가다가 넘어지는 바람에 다른 팬들에게 밟혀 숨지는 사건이 있었다. 클릭비 3집 'Click-B3'에 수록된 《소요유(消謠遊)》라는 곡은 오종혁이 그 팬을 추모하여 만든 곡이라고 한다.

## 앨범
- 1999년 클릭비 1집 'CLICK-B'
- 2000년 클릭비 2집 'CHALLENGE'
- 2001년 클릭비 3집 'Click-B3'
- 2001년 클릭비 3.5집 '너에게'
- 2003년 클릭비 4집 'Cowboy'
- 2004년 클릭비 'The Best Of Click-B'
- 2004년 JNC 1집 'The New History Begins'
- 2006년 클릭비 CLICK-B Remake Album 'Smile'
- 2006년 오종혁 1집 'OJ Issue'
- 2007년 오종혁 싱글앨범 '사랑이 그래요'
- 2008년 오종혁 싱글앨범 'OK, I'm Ready'
- 2009년 오종혁 2집 'He's Story Vol.2 CRY'
- 2009년 오종혁 미니앨범 '상심:Heartbreak'
- 2010년 오종혁 싱글앨범 'OJ'
- 2011년 오종혁 디지털앨범 'Run To You, Fly With Cloud'
- 2011년 클릭비 싱글앨범 'To Be Continued'
- 2011년 오종혁 싱글앨범 '시간은...'
- 2011년 클릭비 싱글앨범 '빈 자리'
- 2014년 DSP Special Album 참여
- 2015년 클릭비 싱글앨범 'REBORN'
- 2016년 콜라보레이션 앨범 '시들어' (With.김지숙)
- 2024년 디지털 싱글 '사랑이 그래요 (2024)'

## 참여 작품

### 뮤지컬
| 연도        | 제목                        | 배역        |
| ----------- | --------------------------- | ----------- |
| 2009        | 《온에어》                  | 알렉스      |
| 2010        | 《쓰릴미》                  | '나' 네이슨 |
| 2010        | 《오디션》                  | 병태        |
| 2013        | 《그날들》                  | 강무영      |
| 2013        | 《쓰릴미》                  | '나' 네이슨 |
| 2013 ~ 2014 | 《웨딩싱어》                | 로비하트    |
| 2014        | 《공동경비구역 JSA》        | 김수혁      |
| 2014        | 《블러드 브라더스》         | 에디        |
| 2014        | 《그날들》                  | 강무영      |
| 2016 ~ 2018 | 《나와 나타샤와 흰 당나귀》 | 백석        |
| 2017        | 《틱틱붐》                  | 마이클      |
| 2018        | 《명성황후》                | 홍계훈      |
| 2018        | 《홀연했던 사나이》         | 사나이      |
| 2018        | 《무한동력》                | 장선재      |
| 2019        | 《신과함께_이승편》         | 박성호      |
| 2020        | 《샤이닝》                  | 쉐도우/융   |
| 2020        | 《렌트》                    | 로저        |
| 2023        | 《드림하이》                | 강오혁      |
| 2023        | 《그날들》                  | 강무영      |

### 연극
- 《프라이드》 ... 올리버 핸쇼 역 (2014)
- 《서툰 사람들》 ... 장덕배 역 (2016)
- 《킬미나우》 ... 조이 스터디 역 (2016)
- 《벙커 트릴로지》 ... 병사 2 역[10] (2016）
- 《프라이드》 ... 올리버 핸쇼 역 (2017)
- 《함익》 ... 정연우 역 (2019)
- 《킬롤로지》... 폴 역 (2019)

### 영화
- 2002년 《긴급조치 19호》
- 2010년 《오디션》
- 2016년 《무수단》 - 유철환 중사 역
- 2018년 《치즈인더트랩》 - 오영곤 역
- 2022년 《늑대들》 - 도훈 역

## 방송

### 드라마
- MBC 《살맛 납니다》 ... 홍진수 역 (2009~2010)
- KBS 2TV 《힐러》 ... 오길한 역 (2014)
- MBC 《드라마 페스티벌 - 기타와 핫팬츠》 ... 기찬 역 (2014)

### 예능
- MBC 《라디오 스타》 - 게스트
- SBS 《정글의 법칙 in 캐리비언》 - 출연자
- SBS 《정글의 법칙 in 미크로네시아》 - 출연자
- SBS 《정글의 법칙 in 브라질》 - 출연자
- MBC 《미스터리 음악쇼 복면가왕》 - 고독한 사나이 레옹
- SBS 《정글의 법칙 in 피지》 - 출연자
- SBS 《정글의 법칙 with 바탁》 - 출연자
- 2021년 채널A, SKY 《강철부대》 - 출연자
- 2022년 MBC every1 《맘마미안》 - 게스트
- 2025년 KBS2 《슈퍼맨이 돌아왔다》

## 수상 및 후보
| 연도 | 시상식                                 | 부문                      | 작품         | 결과 |
| ---- | -------------------------------------- | ------------------------- | ------------ | ---- |
| 2013 | SBS 연예대상                           | 버라이어티 베스트챌린지상 | 정글의 법칙  | 수상 |
| 2016 | 제5회 예그린뮤지컬어워드               | 남우조연상                | 그날들       | 후보 |
| 2018 | 제14회 제천국제음악영화제 JIMFF 어워즈 | JIMFF RISING STAR 상      | 치즈인더트랩 | 수상 |
| 2020 | 제4회 한국뮤지컬어워즈                 | 남우주연상                | 그날들       | 후보 |